# Ondo (staat)
Ondo is een Nigeriaanse staat. De hoofdstad is Akure. De staat heeft 4.137.056 inwoners (2007) en een oppervlakte van 14.606 km².

## Geografie
De staat grenst in het zuiden aan de Baai van Benin en ligt in het zuidwestelijke deel van Nigeria. De staat heeft een hoge urbanisatiegraad. De grootste steden zijn Ondo City, Akure en Owo. Daarnaast is Akoko van belang, wat een grote opeenhoping is van zo'n veertig dorpen.

## Lokale bestuurseenheden
De staat is verdeeld in achttien lokale bestuurseenheden (Local Government Areas of LGA's):
| - Akok-South-East - Akoko-North-East - Akoko-North-West - Akoko-South-West - Akure-North - Akure-South - Ese-Odo - Idanre - Ifedore |  | - Ilaje - Ile-Oluji-Okeigbo - Irele - Odigbo - Okitipupa - Ondo-East - Ondo-West - Ose - Owo |

Abia · Adamawa · Akwa Ibom · Anambra · Bauchi · Bayelsa · Benue · Borno · Cross River · Delta · Ebonyi · Edo · Ekiti · Enugu · Gombe · Imo · Jigawa · Kaduna · Kano · Katsina · Kebbi · Kogi · Kwara · Lagos · Nassarawa · Niger · Ogun · Ondo · Osun · Oyo · Plateau · Rivers · Sokoto · Taraba · Yobe · Zamfara
Federaal district: Federal Capital Territory